# Kehlstein
Der Kehlstein ist ein 1879 m ü. NHN hoher Nebengipfel des Hohen Gölls in den Berchtesgadener Alpen. Bekannt ist der Kehlstein für das 1937 bis 1938 kurz unterhalb seines Gipfels errichtete Kehlsteinhaus.

## Lage
Der Kehlstein gehört zur Gemarkung Eck der Gemeinde Berchtesgaden. Teile der bis kurz unter den Gipfel führenden Kehlsteinstraße liegen im gemeindefreien Gebiet Eck. Dem Kehlstein zugehörig vorgelagert ist wiederum der Salzberg, auf dem sich die Gnotschaften Obersalzberg sowie Untersalzberg I und II verteilen, die seit 1972 Gemeindeteile von Berchtesgaden sind.
Vom Gipfel führt ein Rundweg in Richtung der Mannlköpfe, über die der Mannlgrat-Klettersteig auf den Hohen Göll führt.

## Aufstieg zu Fuß
- Vom Parkplatz Ofnerboden (1150 m ü. NHN) an der Roßfeldhöhenringstraße über die Dalsenwinkelstraße (leichte Wanderung, ca. 2 Stunden), auch für Mountainbike geeignet
- Vom Parkplatz Ofnerboden über den Postensteig (mäßig schwierig)
- Vom Parkplatz Sonneck an der Bergstation der Obersalzbergbahn (leichte Wanderung, ca. 2½ Stunden)
- von der Scharitzkehlalm über die Ligeretalm (leichte Wanderung, ca. 2 Stunden, nur außerhalb der Busbetriebszeiten!)

Weitere Zugangsmöglichkeiten siehe Kehlsteinstraße mit Kehlsteinlinie sowie dem Kehlsteinlift (Kehlsteinaufzug), der  direkt im Vestibül des Kehlsteinhauses endet.

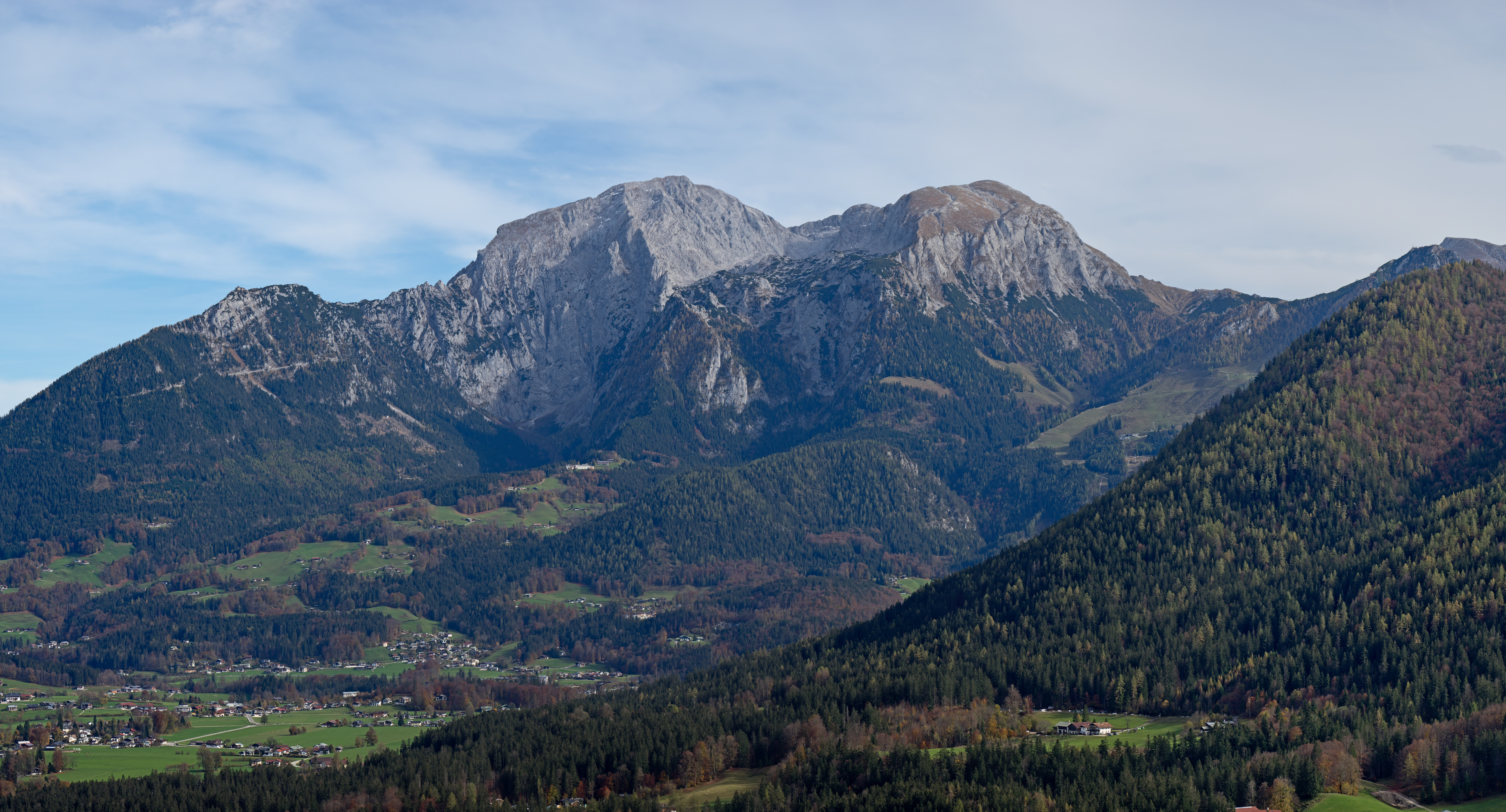
Ansicht des Göllstocks von Westen mit dem Kehlstein ganz links
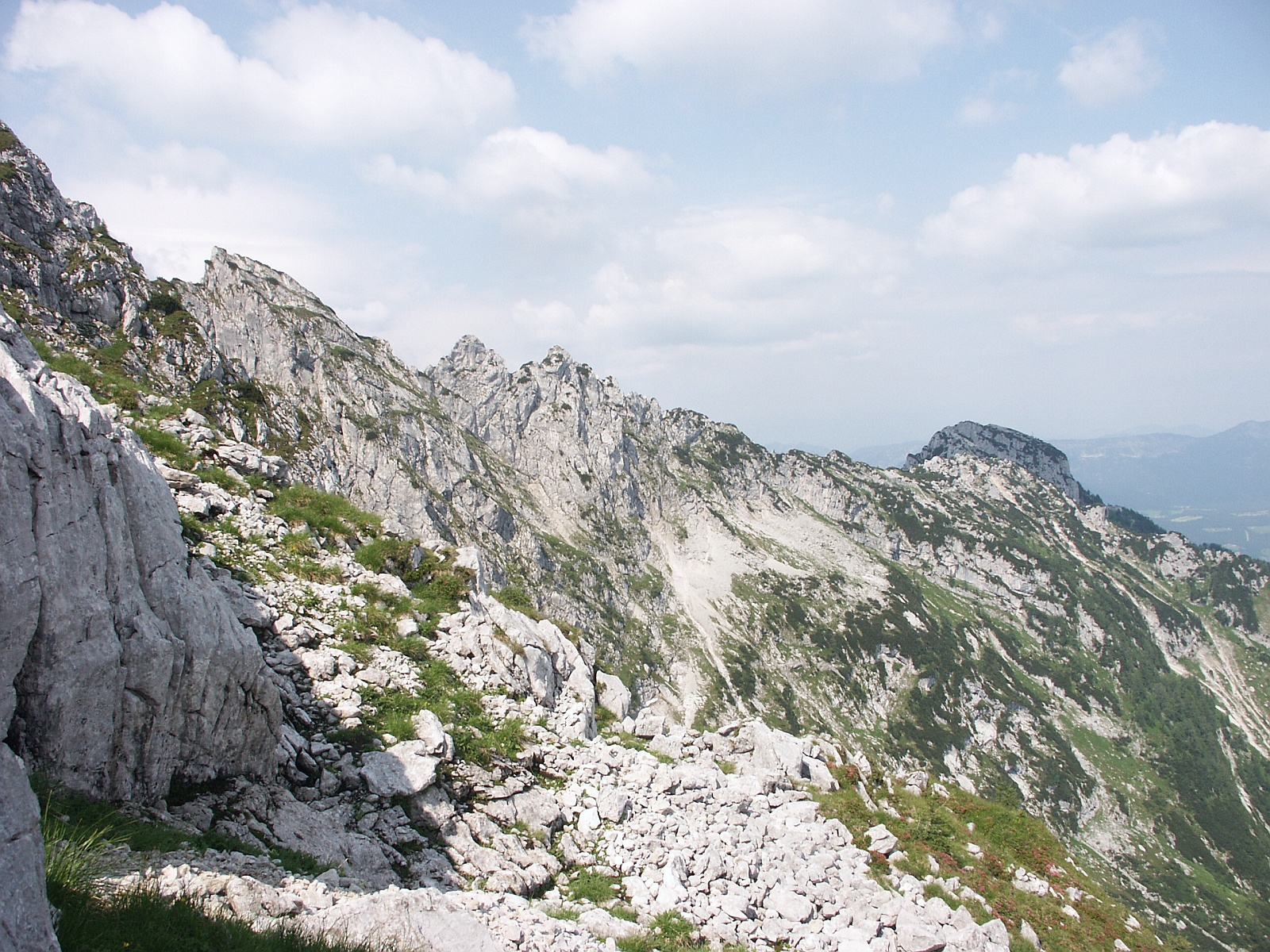
Blick vom Anstieg zum Hohen Göll auf Mannlgrat und Kehlstein
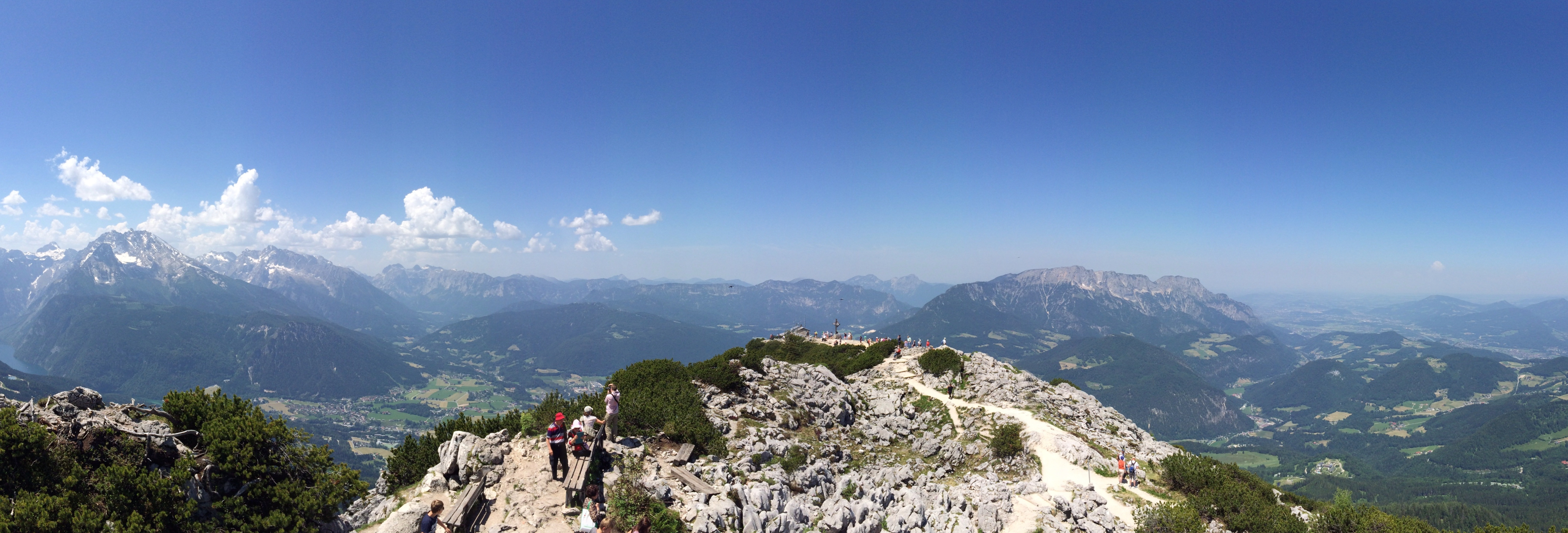
Gipfel des Kehlsteins mit Panorama-Aussicht